# Krisztina francia királyi hercegnő
Franciaországi Krisztina Mária (franciául: Christine Marie de France, olaszul: Cristina Maria di Francia; Párizs, Franciaország, 1606. február 10. – Torino, Savoya, 1663. december 27.), Savoya hercegnéje 1630 és 1637 között I. Viktor Amadé savoyai herceggel kötött házassága révén, majd az ország régense fiai, előbb Ferenc Jácint, majd II. Károly Emánuel herceg mellett utóbbi nagykorúságáig, 1648-ig.
A hercegnő IV. Henrik francia király és Medici Mária királyné második leánya volt, XIII. Lajos király húga. Nővére, Erzsébet, spanyol királynévá válását követően Madame Royale rangot kapott. 1619-ben házasodott meg Viktor Amadéval, a Savoyai Hercegség trónörökösével. Házasságukból összesen nyolc gyermek született, amelyek közül öten élték meg a felnőttkort. Apósa 1630-ban bekövetkezett halálával került férje mellett a hercegség élére. Hamar politikai befolyást szerzett és átvette az államügyek irányítását. Hitvese 1637-es halálát követően az ország régense lett, majd fia, Károly Emánuel nagykorúvá válását követően is megtartotta befolyását és megmaradt az uralkodó elsőszámú tanácsadójának.

## Élete

### Származása
Bourbon-házi királyi hercegnő, IV. Henrik francia király és második felesége, Medici Mária itáliai nemeshölgy frigyéből született, 1606. február 10-én, a párizsi Louvre palotában, szülei harmadik gyermekeként és második leányaként.
Egy bátyja (Lajos), egy nővére (Erzsébet), két öccse (Miklós Henrik és Gászton) és egy húga (Henrietta Mária) volt. Amikor nővére, Erzsébet nőül ment IV. Fülöp spanyol királyhoz, Krisztina Mária lett a szomszédos ország uralkodójának egyik sógornője 1615-ben, amikor pedig a hercegnő egyetlen húga, Henrietta Mária is férjhez ment, Krisztina lett I. Károly angol király sógornője is 1625-ben.
Miután Erzsébet férjhez ment, és Spanyolországba kellett költöznie, a francia királyi udvarban viselt státuszát (Madame Royale) Krisztina kapta meg, mint az uralkodó legidősebb hajadon leánya. Amikor pedig ő is frigyre lépett, akkor húga, Henrietta örökölte meg a címet, amelyet egész addig viselhetett, amíg ő maga is házasságra nem lépett.

### Házassága, gyermekei

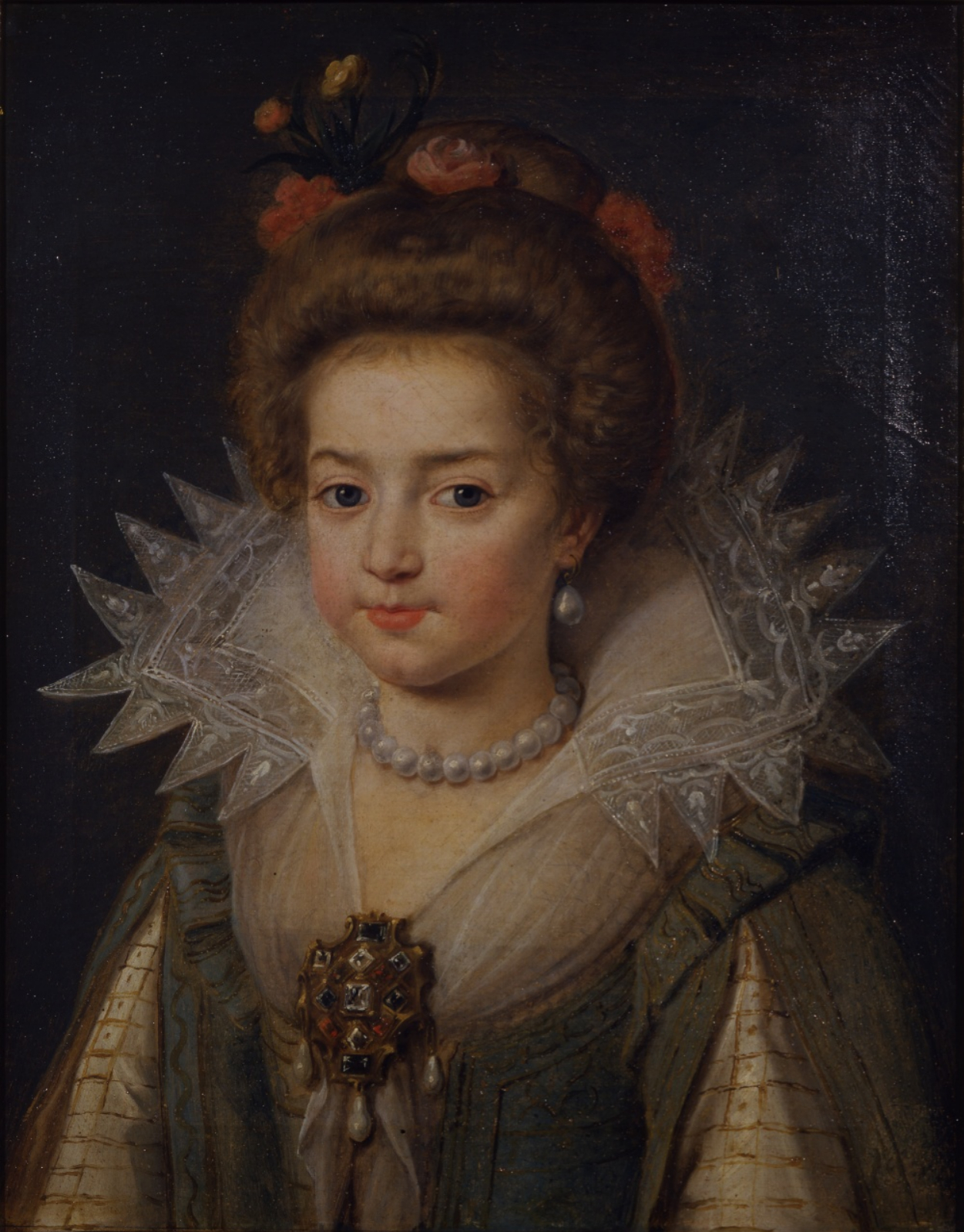
Krisztina hercegnő, 1612

A hercegnő 1619. február 10-én, a 13. születésnapján nőül ment a Savoyai-házból származó Viktor Amadé herceghez (1587–1637), a Savoyai Hercegség trónörököséhez. Az esküvőt a Louvre-ban tartották. Férjének hivatalos trónra lépéséig (1630-ig) Krisztina Mária a Piemont hercegnéje címet viselte. Apósa I. Károly Emánuel savoyai herceg, anyósa Katalin Mihaéla spanyol infánsnő volt, II. Fülöp spanyol király és Valois Erzsébet francia hercegnő leánya. (Valois Erzsébet szülei II. Henrik francia király és Medici Katalin itáliai arisztokrata hölgy voltak).
Krisztina alapos nevelésben és oktatásban részesült a francia udvarban, s ezt a műveltséget magával vitte a savoyai hercegi udvar kultúrájába is. A hercegné beköltözött a Madama Palotába, melynek újjáépítése az ő nevéhez fűződik a mai napig, ezenkívül a Valentino Kastély felújítási munkálataiért is Krisztina volt a felelős, akárcsak a torinói Királyi Palota kibővítéséért, később pedig ugyancsak az ő birtokába került sógorának, Savoyai Móric hercegnek régi rezidenciája, a Vigno di Madama Reale is.
Krisztina soha nem rejtette véka alá, hogy szívesebben lenne egy egész ország vagy egy egész birodalom királynéja, semmint egy egyszerű hercegné egy tartomány trónján. Szerette volna, ha a Savoyai Hercegséget attól kezdve mindenki egy kisebbfajta Francia Királyságnak tekintené.
A Viktor Amadéval kötött frigyből összesen nyolc gyermeke született Krisztina Máriának:
- Egy halva született fiú (1621)
- Lajos Amádé (1622–1628), gyermekként meghalt
- Lujza Krisztina (1629–1692), aki nagybátyjához, Savoyai Móric bíboros-herceghez ment feleségül.
- Ferenc Jácint (1632–1638), a trónörökös, 1637-től haláláig Savoya uralkodó hercege, anyjának régenssége mellett.
- Károly Emánuel (1634–1675), 1637-től trónörökös,  1638-tól II. Károly Emánuel néven Savoya uralkodó hercege anyjának régenssége mellett, 1648-tól hivatalosan teljes jogú uralkodó.
- Margit Jolanda (1635–1663), aki a Farnese-házból való II. Ranuccióhoz, Párma uralkodó hercegéhez ment feleségül.
- Henrietta Adelheid (1636–1676), aki 1650-ben a Wittelsbach-ház-ból való Ferdinánd Mária bajor trónörökös herceghez, a későbbi választófejedelemhez ment férjhez.
- Katalin Beatrix (*/† 1650), Henrietta Adelheid ikerhúga, csecsemőként meghalt.

### Savoya régense
1637-ben Krisztina Mária megözvegyült, néhai férje hercegi trónját pedig legidősebb élő gyermekük, Ferenc Jácint örökölte, aki akkor mindössze 5 esztendős volt, így a hercegné lett a tartomány hivatalos régense fia nagykorúságáig, ami azonban nem jött el, mivel 1638. október 4-én a gyermek váratlanul meghalt.
Ekkor Krisztina másodszülött fia vette át a hercegi trónt néhai bátyjától, II. Károly Emánuel néven, így az özvegy hercegné ismét régensséget vállalhatott gyermeke mellett, melynek következtében az asszony vitába keveredett halott férje két öccsével is, Móric herceggel és Savoyai Tamás herceggel. (Állítólag a hercegek kifogást emeltek sógornőjük franciákból álló udvartartásával szemben is.) Férje halála után Krisztina már titkolni sem próbálta, hogy egyszerre akár több szeretőt is tart, ami úgyszintén nemtetszést és megbotránkozást váltott ki környezetéből. Ez a fajta léha életmód valószínűleg családi vonás lehetett az asszonynál, mivel apja, IV. Henrik király még házas emberként is rengeteg ágyasáról volt hírhedt.
Amikor Krisztina sógora, Móric herceg 1642-ben nőül vette az asszony legidősebb leányát, vagyis saját, mindössze tizenhárom esztendős unokahúgát, Lujza Krisztinát, megvált bíborosi rangjától, és pápai diszpenzációt kért V. Páltól, hogy megházasodhasson, mivel túl közeli rokonságban állt a hercegnővel. Ezek után Móric lett Nizza kormányzója, Krisztina pedig továbbra is a savoyai hercegi udvar tagjainak bíráló tekintetétől szenvedett a fia helyetti kormányzását illetően, s környezetében sokan nyíltan is hangot adtak elégedetlenségüknek, amiért Károly Emánuel ennyire hallgat édesanyja politikai jellegű tanácsaira.

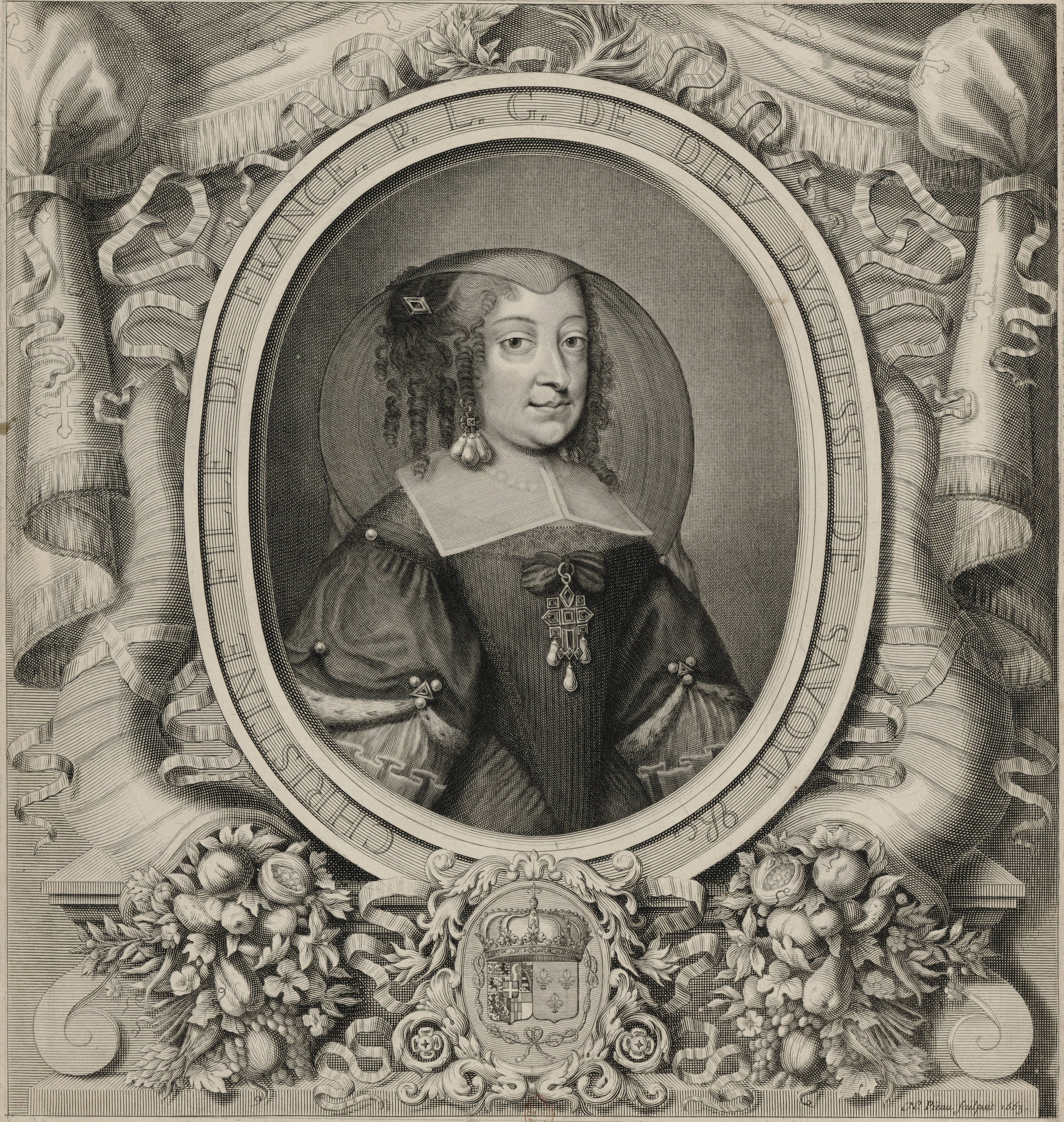
Krisztina hercegné, 1663

### Utolsó évei, elhunyta
Az asszony régenssége hivatalosan 1648-ban ért véget, ám a valóságban Krisztina, egészen haláláig, 1663-ig továbbra is megmaradt fia „miniszterének”. Az özvegy hercegné élete utolsó éveiben állítólag minden gátlástól mentes életmódot folytatott, számtalan szeretőjével az oldalán. Viszonyba kezdett még a francia nagykövettel, Marini-vel, valamint saját a sógorával, Móric herceggel is, továbbá a művelt és jóképű, bátor Fülöppel, d’Aglié grófjával, aki állítólag hűséges társa maradt Krisztinának, egészen a nő haláláig.
1663. március 4-én tanúja volt annak, hogy fia, Károly Emánuel, megbízott útján nőül vette Krisztina egyik unokahúgát, Françoise Madeleine-t, aki az asszony öccsének, Gaston orléans-i hercegnek volt a legkisebb leánya.
Az asszony 1663-ban, Torinóban hunyt el, 57 esztendős korában, a Madama Palotában. A Szent Andrea Bazilikában helyezték őt végső nyugalomra.

### Utódainak későbbi sorsa
Hét gyermekéből négy túlélte Krisztina Máriát. Françoise Madeleine 1664-ben halt meg, Károly Emánuel pedig újranősült. Unokatestvérét, Savoyai Marie Jeanne-t vette feleségül. Marie egy fiúnak adott életet, a későbbi II. Viktor Amadé szárd–piemonti királynak, aki egy francia hercegnőt vett nőül, Anna Máriát, az Orléans-házból. Tizenhét évvel Krisztina halála után, 1680-ban az asszony egyik unokája, Bajorországi Mária Anna Viktória hercegnő (Krisztina Mária harmadik leányának, Savoyai Henrietta Adelheid gyermeke) éppen Krisztina bátyjának, XIII. Lajos francia királynak unokájához, XIV. Lajos elsőszülött fiához, Lajos trónörökös herceghez ment nőül. Bajorországi Mária Anna Viktória második fiának, a majdani V. Fülöp spanyol királynak személyén keresztül Krisztina hercegnő is egyik felmenője lett a Bourbon-ház spanyol ágának.
Az NBC csatorna „Mit gondolsz, ki vagy?” című családfakutató műsora szerint a híres modell és színésznő, Brooke Shields is egyike Krisztina Mária közvetlen leszármazottainak. Mihály kenti herceg felesége, Marie Christine von Reibnitz bárónő is egyike Krisztina Mária leszármazottainak, fián, Károly Emánuel herceg személyén keresztül.